# ヤマハ・YZ
YZ（ワイゼット）とは、ヤマハ発動機が製造販売している2ストロークのモトクロス競技用オートバイであり、シリーズ車種として排気量別に数車種が生産されている。

## モデル一覧

### MX3（旧500cc）クラス用

#### YZ490
YZ490は1981年～1988年にかけて発売されていたモトクロス競技用車両である。モトクロス世界選手権やAMAモトクロスの500ccクラスを対象としたモデルであるが未舗装路で扱うには相当のテクニックを必要とし世界的にも販売台数が見込めないためにエンジンは最終型まで空冷のまま大幅な改良は加えられないままだった。そのため年度によって変更箇所の大小はあるものの毎年モデルチェンジを重ねたが既にエンジンを水冷化していたYZ250（後述）との部品の共用率は低かった。前後サスペンションユニットとフロントブレーキは同年式のYZ250からの流用としたがリアブレーキは最終型までドラムのままだった。
このYZ490の空冷エンジンは1990年にヤマハ・WR250Zの車体に換装されWR500としてモトクロスシーンに復活する。
日本国内では500ccのモトクロス公式戦が行われないため正規販売されなかった。

#### YZ465
YZ465は1979年～1980年にかけて発売されていたモトクロス競技用車両である。
モトクロス世界選手権やAMAモトクロスの500ccクラスを対象としたモデルであるが未舗装路で扱うには相当のテクニックを必要とし世界的にも販売台数が見込めないことと販売時期が短期間だったことからグラフィック変更以外の機構的な部分には大幅な変更は無かった。
日本国内では500ccのモトクロス公式戦が行われないため正規販売されなかった。

#### YZ400
YZ400は1976年～1978年にかけて発売されていたモトクロス競技用車両である。
モトクロス世界選手権やAMAモトクロスの500ccクラスを対象としたモデルである。
日本国内では500ccのモトクロス公式戦が行われないため正規販売されなかった。

#### YZ360
YZ360は1973年～1975年にかけて発売されていたモトクロス競技用車両である。
基本的にはYZ250（後述）の排気量拡大版でありYZ250をベースに最小限の変更でモトクロス世界選手権やAMAモトクロスの500ccクラスに出場させるためのモデルである。
暫く期間が空き1980年代後半に同様の目的でYZ250を360cc化するボアアップキットが発売されたが完成車としてヤマハ発動機からリリースされることは無かった。
どちらも日本では正規販売されていない。

### MX1（旧250cc）クラス用

#### YZ250
YZ250は1973年から発売されているモトクロス競技用車両である。
世界初の本格的モノショックリアサスペンション＝モノクロスや2ストローク用排気デバイスYPVSなど他メーカーも含めたその後のモトクロス競技用車両に多大な影響を与えた。
年度によって変更箇所の大小はあるものの毎年モデルチェンジを重ねたが競技用車両といえども年々厳しくなる環境対策への対応から1998年より並行して販売されている4ストロークエンジン搭載のヤマハ・YZ450Fに後継の座を譲る形にはなっているが、2005年以降も車両開発・変更箇所はYZ-Fとの共通部品に対しての小規模なものながら2015年現在も販売は継続されている。

### MX2（旧125cc）クラス用

#### YZ125
YZ125は1973年から発売されているモトクロス競技用車両である。
年度によって変更箇所の大小はあるものの毎年モデルチェンジを重ねたが競技用車両といえども年々厳しくなる環境対策への対応から2000年より並行して販売されている4ストロークエンジン搭載のヤマハ・YZ250Fに後継の座を譲る形にはなっているが、YZ250同様に2015年現在も販売は継続されている。

### 85cc（旧80cc）クラス用

#### YZ85・YZ85LW
YZ85は2001年から発売されている子供向けモトクロス競技用車両である。
従来より発売されていたYZ80のシリンダーボアをFIM車両規則の変更（85ccまで引き上げ）に対応し0.5mm拡大し排気量を84.7ccに拡大した物である。
2002年にクラッチ、チェーンガイド、リアフェンダーの強化 2004年にフロントナンバープレートの意匠変更を受けたことを除いてグラフィック変更以外は車両自体には大幅な変更も無く現在も発売中である。
LWはFホイールの大型化（F19インチ、R16インチ）とそれに伴うスイングアームの延長の結果リアホイールトラベル量の増加などの改良が施されている。しかし車体自体は基本的にF17インチモデルと同じであり通常の成人用モデルというよりは小柄な人や女性向け、または中学生程度の体格の子供がフルサイズモデルに乗るまでの繋ぎといえる。
LWとはLarge Wheelの頭文字が名称の由来である。

#### YZ80・YZ80LW
YZ80は1973年から2001年まで発売された子供向けモトクロス競技用車両である。
毎年のグラフィック変更と数年置きのモデルチェンジを重ね2001年まで発売され、LW（Large Wheel）仕様も発売されていた。

### エンデューロ用

#### YZ250X
YZ250Xは2015年8月20日に発売された YZ250 のエンデューロ競技用向け仕様車両である。エンジンの圧縮比を下げ、チャンバーの形状を変更し、サスペンションの設定を変更している。他にもリザーバーコック、ギア比や後輪の18インチ化、サイドスタンドが標準装着、などの変更が加えられている。

#### YZ125X
YZ125Xは2016年10月5日に発売された YZ125 のエンデューロ競技用向け仕様車両である。車体には250X同様の変更が加えられている。

### その他

#### YZ175
YZ175は1975年発表のいわゆる1976年型のみ発売されたモトクロス競技用車両である。
基本的にはYZ125（後述）の車体にエンデューロマシンヤマハ・IT175のエンジンを換装した物である。
175ccのモトクロス公式戦が行われていないこともあり純然たる競技車両というよりは125ccの軽さに+50cc分のトルクの厚みを加えたオープンエリア向けのレジャーバイクだった。
日本では正規販売されていない。

#### YZ100
YZ100は1976年から発売された子供向けモトクロス競技用車両である。
毎年の小変更を重ね1981年まで発売された。
YZ80（後述）をベースにはしているようだが排気量以外にも細部はかなりの違いがある。
100ccのモトクロス公式戦が行われていないこともあり純然たる競技車両というよりはレジャーバイクだった。
日本では正規販売されていない。

#### YZ50
YZ50は1979年から発売された子供向けモトクロス競技用車両である。
毎年の小変更を重ね1983年まで発売された。
50ccでの公式戦は無いので本格的な競技車両というよりはオートマチックやロータリーミッションの幼児用レジャーバイクから80ccのモトクロッサーへ乗り換えるまでの繋ぎ的な用途の車種である。
日本国内では正規販売されていない。